# Kara Del
vers 1389 – 1513
Entités précédentes :
- Khanat de Djaghataï
- Yuan du Nord

Entités suivantes :
- Yuan du Nord
- Mogholistan

Le Kara Del ou Qara Del est un royaume mongol dont la capitale se situe à Hami, dans l'actuelle province du Xinjiang. Il est fondé par le prince Gunashiri de la dynastie Yuan, un descendant du Khan Djaghataï, à la fin du XIVe siècle(vers 1389), et qui est gouverné par les Djaghataïdes jusqu'en 1463. Peu de temps après sa fondation, ses dirigeants commencent à verser un tribut à la dynastie Ming. À partir de 1406, il est gouverné par les Ming via la garde Kara Del (chinois : 哈密卫), ce qui ne l’empêche pas de retomber parfois sous l'influence du Yuan du Nord. Les Chinois donnent à son souverain le titre de Duc de l'obéissance (chinois : 忠顺王) et il fait partie du système Jimi. Le royaume disparaît en 1513, détruit à la suite de guerres opposant la Chine des Ming aux Mongols Oïrats et à des luttes de succession dynastiques. Kara Del signifie "Coffre noir" en langue mongole.

## Histoire
Après l'assassinat de Togustemur, qui était à la fois l'empereur du Yuan du Nord et un descendant de Kubilai Khan, le trône de Mongolie passa aux mains de Jorightu Khan Yesüder, un prince Arig-boqaide, en 1388. Avec l'anarchie qui suit la mort de l'empereur mongol, Gunashiri, un descendant du Khan Djaghataï qui avait suivi le repli de la cour Yuan en Mongolie, tente de rompre avec le nouveau Khan. Vers 1389, Gunashiri, qui était lui-même bouddhiste, s'établit avec succès à Hami où vivent alors les Ouïghours. Sa religion l'aide à s’intégrer et se faire accepter, car le bouddhisme existe toujours au Ouïghourstan, soit Tourfan et Qocho, sous la dynastie Ming.
Le nouveau royaume de Kara Del accepte de devenir un vassal des Ming en 1404 pour ne pas être détruit, et passe sous contrôle chinois en tant que préfecture de Hami. Enke-temur, le souverain du Kara Del, s'est vu attribuer le titre de Zhongshunwang, ce qui signifie le prince obéissant, par la cour des Ming. Cependant, le petit royaume reste menacé par les empereurs mongols des Yuan du Nord, en particulier pendant le règne de Yesüder. Les Oïrats de Mongolie occidentale menacent également le royaume à partir du XVe siècle. Leur chef Esen, un futur empereur des Yuan du Nord, force le Khan du Kara Del à se soumettre et devenir son vassal durant la décennie 1430. Le Kara est l'un des deux royaumes Djaghataïdes conquis par Esen, l'autre étant le Mogholistan qu'il annexe vers 1432. Il entretient la rivalité entre les successeurs de Gunashiri et intervient dans leurs luttes dynastiques. De leur côté, les empereurs de la dynastie Ming tentent également de placer sur le trône du Kara Del un souverain fantoche, afin de restaurer leur emprise sur le royaume.
En 1455, le Kara Del redevient un vassal des Ming, mais en 1463, le khan est renversé par une faction pro-mongole, ce qui marque le début d'une grave crise de succession. En 1467, les empereurs Ming réinstallent au pouvoir des membres de la famille de Gunashiri, mais il devient très vite évident que cette tentative est un échec. La crise ne prend véritablement fin que lorsque Hami est conquise en 1513 par Mansour, un khan d'une autre branche des Djaghataïdes qui règne sur une partie de l'Asie centrale. Après avoir mis fin à la dynastie, Mansour convertit de force tous les habitants de Kara Del à l'islam.
Selon les chroniques historiques de l'époque, entre Khitay et Khotan vivaient les tribus ouïghours sarighs, qui ne pratiquaient pas l'Islam. Après 1516, Mansour aurait décrété le ghazat (guerre sainte) contre elles,.

## Liste des dirigeants du Kara Del
D’après l'édition japonaise de Wikipédia (ja:グナシリ), les dirigeants suivants ont régné sur le Kara Del:
- Unaširi (兀納失里) (1380–1393)
- Engke Temür (安克帖木兒) (1393–1405) (Vassal de la Chine à partir de juin 1404)
- Toqto (脫脫) (1405–1411) (Vassal de la Chine)
- Tör Temür (兔力帖木兒) (1411–1425) (Vassal de la Chine)
- Budaširi (卜答失里) (1425–1439) (Vassal de la Chine au début de son règne, devient ensuite celui des Yuan du Nord). Son trône est contesté par Toγon Temür (脫歡帖木兒) (1427–1437), puis par Toqto Temür (脫脫塔木兒) (1437–1439), le fils du précédent.
- Khalīl sulṭān (哈力锁鲁檀) (1439–1457) (Vassal des Yuan du Nord au début de son règne, devient celui de la Chine après 1455)
- Bürege (卜列革) (1457–1460)

Rivalité pour le trône entre Nugandaširi (努溫答失里) (1460–1472) et Baγ Temür (把塔木兒) (1466–1472)
- Qanšin (罕慎) (1472–1488)
- Engke Bolad (奄克孛剌) (1488–1492) et (1493–1497)
- Šamba (陕巴) (1492–1493) et (1497–1505)
- Beyazıt (拜牙即) (1505–1513)

## Voir également
- Royaume ouïghour de Qocho
- Conflit entre la dynastie Ming et Tourfan
- L'islamisation et la turquisation du Xinjiang (en)